# (86296) 1999 VA21
(86296) 1999 VA21 là một tiểu hành tinh nằm ở rìa trong của vành đai chính. Nó được phát hiện bởi Atsushi Sugie ở Dynic Astronomical Observatory Nhật Bản, ngày 9 tháng 11 năm 1999.